# Форначино (Пиза)
Форначино је насеље у Италији у округу Пиза, региону Тоскана.
Према процени из 2011. у насељу је живело 56 становника. Насеље се налази на надморској висини од 49 м.